# Victoire Télématique
Successivement filiale de La Cote Desfossés, puis de La Tribune et de la société de services en informatique Jet Multimédia, La société Financière de Communication et du Multimédia plus connue sous le nom de Victoire Télématique a été le leader de la télématique boursière en France, où son réseau a servi d'infrastructure commune aux premières sociétés de courtage en ligne.
Son nom vient de la rue Notre-Dame-des-Victoires, où s'était installée le quotidien La Cote Desfossés, rejoint à l'automne 1992 par un autre quotidien La Tribune, les deux fusionnant. Une rue près de laquelle passait un important câble des réseaux de télécommunications à haut-débit, qui a également favorisé l'installation de start-up, dans ce qui sera appelé le « Silicon Sentier ».

## Histoire
Victoire Télématique a été fondé par Antoine Beaussant et Bruno Chabannes en 1991 en tant que filiale spécialisée dans la télématique boursière de La Cote Desfossés, dont le rachat avait été finalisé par Georges Ghosn en janvier 1989. Bruno Chabannes en conservera ensuite la présidence pendant dix ans, jusqu'à la cession de Victoire Télématique à la société de services en informatique Jet Multimédia, en février 2001. Cette dernière transaction prévoit dans l'une de ses clauses que Desfossés International, la maison-mère, reçoive en échange 4,5 % du capital de Jet Multimédia, dont le groupe 9 Telecom (Telecom Italia) venait de prendre la majorité du capital, en octobre 2000, en la valorisant à cette occasion 887 millions d'euros.
En 2000, la société Victoire Télématique employait 75 salariés pour un chiffre d'affaires de 130 millions de francs, avec une marge bénéficiaire non-divulguée, mais supérieure à 10 %.
L'autre fondateur de Victoire Télématique, Antoine Beaussant, deviendra président du groupement des éditeurs en ligne, qui fédère les jeunes sociétés ayant réussi dans l'Internet, bien souvent après de premiers succès dans la télématique à l'ère du Minitel. Victoire Télématique fut leader sur ce marché, concernant la bourse, grâce à son succès auprès des lecteurs de La Tribune et de La Cote Desfossés, deux quotidiens qui ont fusionné en 1992.
Dépassant le simple cadre des fidèles lecteurs du quotidien La Tribune Desfossés, né de cette fusion, Victoire Télématique héberge aussi rapidement des sites Minitel et Internet d'autres éditeurs et fait également office d'agence de presse pour de multiples sites Web et de prestataire de services. Parmi ces services très rémunérateurs, la diffusion, en temps réel ou décalée, des cours de Bourse. Parmi ses clients, Victoire Télématique compte en particulier beaucoup de courtiers on ligne, qui se lancent dans de nombreux développements au moment de la bulle internet, comme le courtier Fimatex, filiale de la Société générale, qui fusionnera avec Boursorama.
La société n'a plus d'activité directe, c'est un holding.